# Mistrzostwa Świata w Zapasach 2015

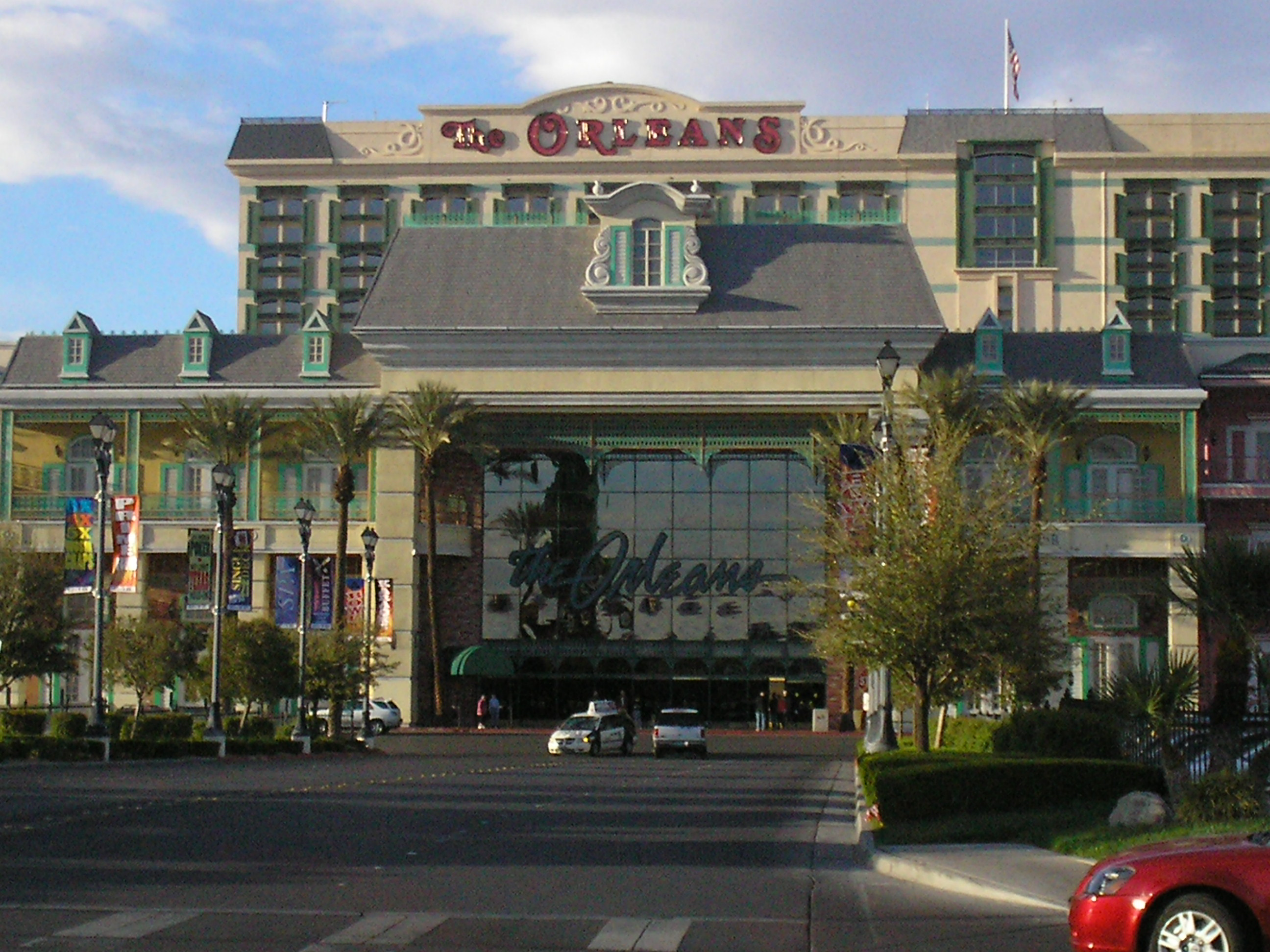
Hala Orleans

Mistrzostwa Świata w Zapasach 2015 odbyły się w dniach od 7 do 12 września 2015 w Las Vegas w Orleans Arena.

## Reprezentacja Polski[1]
Jedne z najmniej udanych zawodów w historii dla reprezentacji Polski. Żaden z zawodników nie wywalczył kwalifikacji do turnieju olimpijskiego w Rio de Janeiro 2016.

### kobiety
- styl wolny
  - Iwona Matkowska (WKS Grunwald Poznań) – 12m. (48 kg) * W pierwszej rundzie wygrała z Rumunką Emilią Alina, w 1/16 przegrała z Ukrainką Nataliją Pulkowśką.
  - Katarzyna Krawczyk (Cement Gryf Chełm) – 39m. (53 kg) * Przegrała pierwszą walkę z Mongołką Dawaasüchijn Otgonceceg.
  - Anna Zwirydowska (ZTA Zgierz) – 11m. (55 kg) * Przegrała pierwszą walkę z Kanadyjką Jasmine Mian.
  - Roksana Zasina (ZTA Zgierz) – 10m. (58 kg) * Wygrała pierwszą walkę z Phạm Thị Loan z Wietnamu, a w 1/8 przegrała z Bułgarką Mimi Christową.
  - Monika Michalik (WKS Grunwald Poznań) – 13m. (63 kg) * Pokonała w pierwszej rundzie Nathaly Grimán z Wenezueli, a w 1/8 przegrała z Bułgarką Tajbe Jusein Mustafą.
  - Agnieszka Wieszczek-Kordus (WKS Grunwald Poznań) – 15m. (69 kg) * W 1/16 wygrała z Kanadyjką Dorothy Yeats, a w 1/8 przegrała z Oczirbatyn Nasanburmą z Mongolii.
  - Daria Osocka – 8m. (75 kg) * W pierwszej rundzie wygrała z Hwang Eun-ju z Korei Południowej i w 1/8 ze Switłaną Sajenko z Mołdawii. W ćwierćfinale uległa Amerykance Adeline Gray i w repasażach Białorusince Wasilisie Marzaluk.

### mężczyźni
- styl klasyczny
  - Michał Tracz (WKS Śląsk Wrocław) – 35m. (59 kg) * Przegrał w pierwszej rundzie z Kazachem Ałmatem Kiebispajewem
  - Mateusz Bernatek (AKS Piotrków Trybunalski) – 10m. (66 kg) * W pierwszej rundzie pokonał Davide Cascavilla z Włoch, w 1/16 Japończyka Takeshi Izumi, a w 1/8 przegrał z Dominikiem Etlingerem z Chorwacji.
  - Mateusz Wolny (Unia Racibórz) – 25m. (75 kg) * W pierwszej rundzie pokonał Takehiro Kanakubo z Japonii, a w 1/16 przegrał z Chorwatem Bozo Starceviem.
  - Damian Janikowski (WKS Śląsk Wrocław) – 7m. (85 kg) * Wygrał w pierwszej rundzie z Litwinem Aleksandrem Kazakevicem, w 1/16 z Grekiem Dimitriosem Tsekieridisem, w 1/8 z Nenadem Žugajem z Chorwacji. W ćwierćfinale przegrał z Ukraińcem Żanem Bełeniukiem i w repasażu z Węgrem Viktorem Lőrinczem.
  - Radosław Grzybicki (AKS Piotrków Trybunalski) – 32m. (98 kg) * Przegrał w 1/16 z Bułgarem Elisem Gurim

- styl wolny
  - Magomedmurad Gadżijew (AKS Białogard) – 7m. (65 kg) * Pokonał Mihaila Save z Mołdawii, a w 1/16 przegrał z Frankem Chamizo z Włoch. W repasażu wygrał z Kim Ju-songiem z Korei Północnej i przegrał z Toğrulem Əsgərovem z Azerbejdżanu.
  - Krystian Brzozowski (Orzeł Namysłów) – 11m. (74 kg) * W pierwszej rundzie przegrał z Jordanem Burroughsem z USA. W repasażach pokonał Olega Zakharevicha z Ukrainy i Mihályego Nagy z Węgier, a przegrał z Alirezą Ghasemim z Iranu.
  - Radosław Marcinkiewicz (Górnik Łęczna) – 35m. (86 kg) * Przegrał w eliminacjach z Orgodolynem Üjtümenem z Mongolii.
  - Radosław Baran (Grunwald Poznań) – 19m. (97 kg) * Wygrał w 1/16 z Edonem Shalą z Kosowa. W 1/8 przegrał z Amerykaninem Kyle Snyderem i w repasażu z Pawło Olijnykiem z Ukrainy.

## Klasyfikacja medalowa

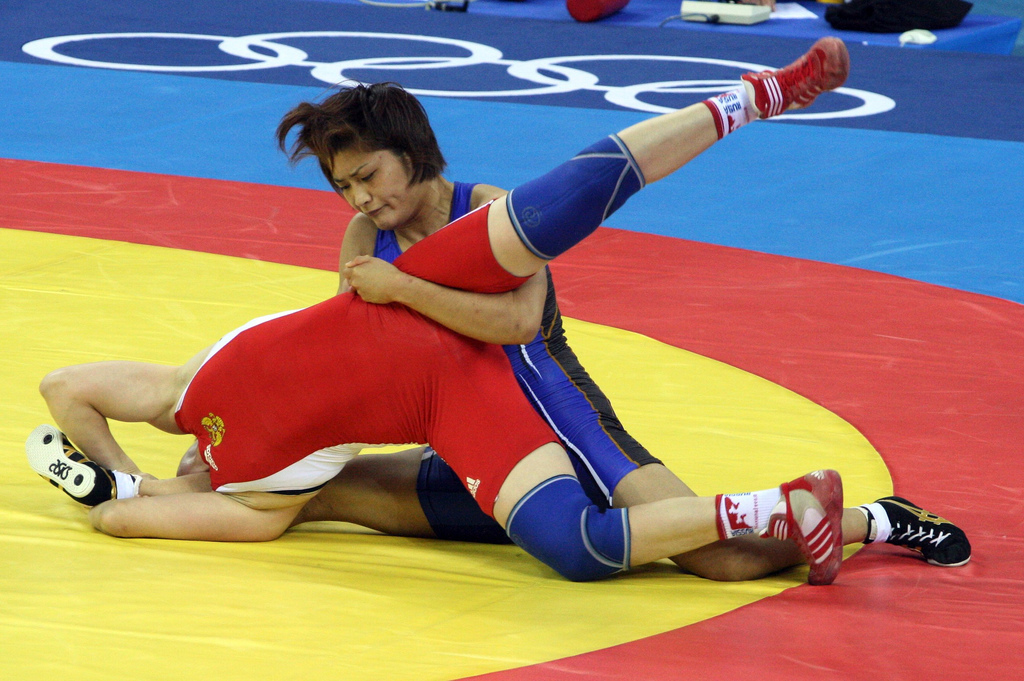
Japonka Kaori Icho wywalczyła swój dziesiąty tytuł mistrzowski

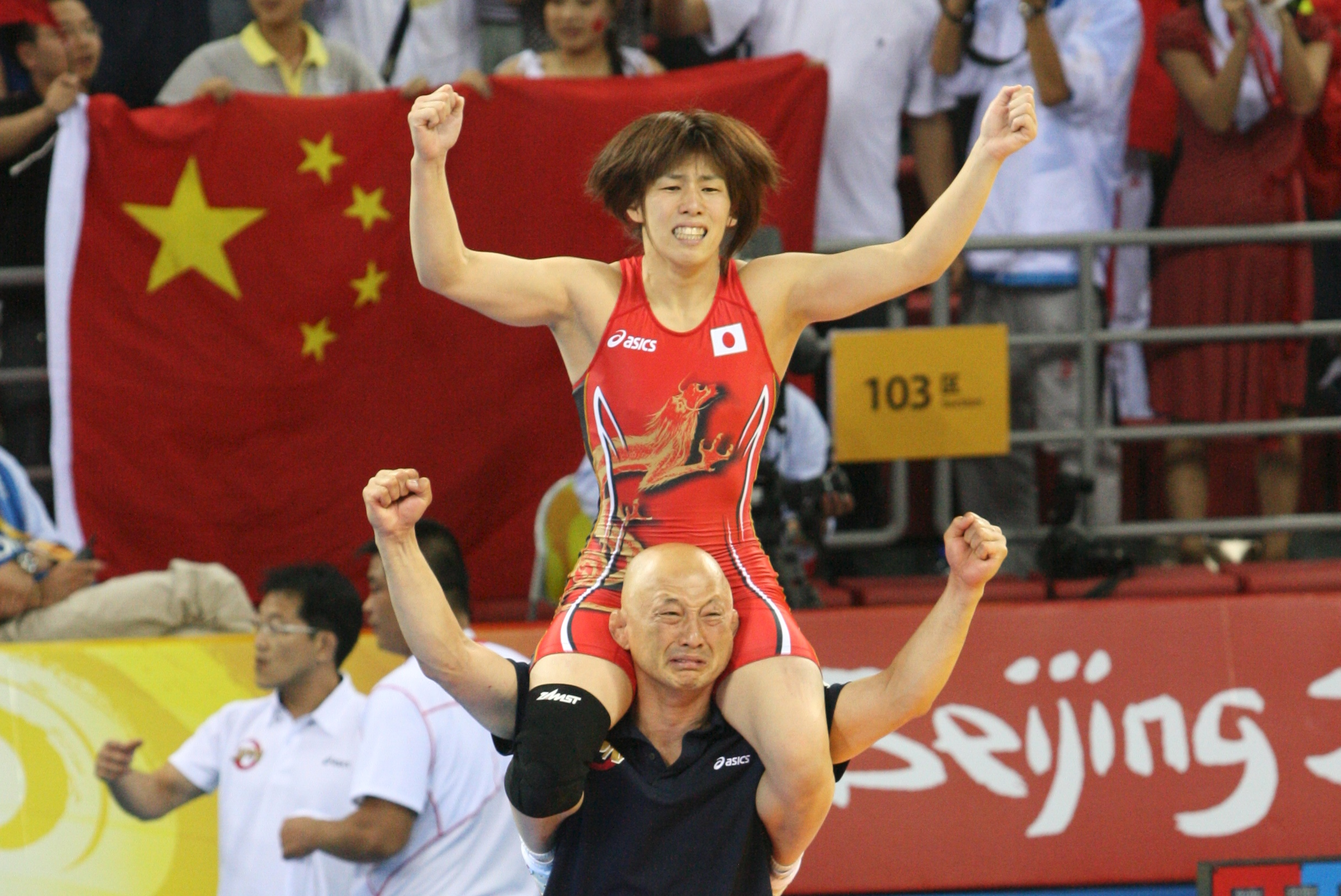
a jej rodaczka Saori Yoshida triumfowała po raz trzynasty

| Miejsce | Kraj              | Złoto | Srebro | Brąz | Razem |
| 1       | Rosja             | 4     | 2      | 8    | 14    |
| 2       | Stany Zjednoczone | 4     | 0      | 3    | 7     |
| 3       | Turcja            | 3     | 1      | 2    | 6     |
| 4       | Japonia           | 3     | 1      | 1    | 5     |
| 5       | Azerbejdżan       | 2     | 3      | 3    | 8     |
| 6       | Ukraina           | 2     | 1      | 6    | 9     |
| 7       | Mongolia          | 1     | 3      | 1    | 5     |
| 8       | Kuba              | 1     | 1      | 0    | 2     |
| 9       | Gruzja            | 1     | 0      | 3    | 4     |
| 10      | Niemcy            | 1     | 0      | 1    | 2     |
| 11      | Armenia           | 1     | 0      | 0    | 1     |
| .       | Włochy            | 1     | 0      | 0    | 1     |
| 13      | Iran              | 0     | 3      | 4    | 7     |
| 14      | Chiny             | 0     | 2      | 0    | 2     |
| .       | Uzbekistan        | 0     | 2      | 0    | 2     |
| 16      | Białoruś          | 0     | 1      | 1    | 2     |
| .       | Szwecja           | 0     | 1      | 1    | 2     |
| 18      | Dania             | 0     | 1      | 0    | 1     |
| .       | Finlandia         | 0     | 1      | 0    | 1     |
| .       | Korea Południowa  | 0     | 1      | 0    | 1     |
| 21      | Bułgaria          | 0     | 0      | 4    | 4     |
| 22      | Kazachstan        | 0     | 0      | 2    | 2     |
| .       | Korea Północna    | 0     | 0      | 2    | 2     |
| 24      | Kanada            | 0     | 0      | 1    | 1     |
| .       | Estonia           | 0     | 0      | 1    | 1     |
| .       | Indie             | 0     | 0      | 1    | 1     |
| .       | Holandia          | 0     | 0      | 1    | 1     |
| .       | Nigeria           | 0     | 0      | 1    | 1     |
| .       | Serbia            | 0     | 0      | 1    | 1     |
| Razem   | Razem             | 24    | 24     | 48   | 96    |

## Medaliści

### Mężczyźni

#### Styl klasyczny
| Konkurencja: | Złoto:           | Srebro:           | Brąz:                               |
| 59 kg        | Ismael Borrero   | Rövşən Bayramov   | Yun Won-chol Ałmat Kiebispajew      |
| 66 kg        | Frank Stäbler    | Ryu Han-su        | Davor Štefanek Artiom Surkow        |
| 71 kg        | Rəsul Çunayev    | Armen Wardanian   | Adam Kurak Zakarias Tallroth        |
| 75 kg        | Roman Własow     | Mark Madesn       | Dosżan Kartykow Andrew Bisek        |
| 80 kg        | Selçuk Çebi      | Wiktar Sasunouski | Lasza Gobadze Jusef Ghaderijan      |
| 85 kg        | Żan Bełeniuk     | Rustam Assakałow  | Habibollah Achlaghi Saman Tahmasebi |
| 98 kg        | Artur Aleksanian | Ghasem Rezaji     | Dimitrij Timczenko Isłam Magomiedow |
| 130 kg       | Rıza Kayaalp     | Mijaín López      | Bilał Machow Ołeksandr Czernecki    |

#### Styl wolny
| Konkurencja: | Złoto:                       | Srebro:                | Brąz:                                  |
| 57 kg        | Wladimer Chinczegaszwili     | Hasan Rahimi           | Erdenbatyn Bechbajar Wiktor Lebiediew  |
| 61 kg        | Hacı Əliyev                  | Batboldyn Nomin        | Władimir Dubow Wasyl Szuptar           |
| 65 kg        | Frank Chamizo                | Ixtiyor Navruzov       | Ahmad Mohammadi Sosłan Ramonow         |
| 70 kg        | Magomiedrasuł Gazimagomiedow | Hasan Jazdani          | Yakup Gör James Green                  |
| 74 kg        | Jordan Burroughs             | Pürewdżawyn Önörbat    | Aniuar Giedujew Narsingh Pancham Yadav |
| 86 kg        | Abdułraszyd Sadułajew        | Selim Yaşar            | Alireza Karimi Sandro Aminaszwili      |
| 97 kg        | Kyle Snyder                  | Abdusałam Gadisow      | Pawło Olijnyk Chietag Gaziumow         |
| 125 kg       | Taha Akgül                   | Dżamaładdin Magomiedow | Bilał Machow Geno Petriaszwili         |

### Kobiety

#### Styl wolny
| Konkurencja: | Złoto:                   | Srebro:                | Brąz:                                  |
| 48 kg        | Eri Tōsaka               | Marija Stadnik         | Jessica Blaszka Genevieve Morrison     |
| 53 kg        | Saori Yoshida            | Sofia Mattsson         | Odunayo Adekuoroye Jong Myong-suk      |
| 55 kg        | Helen Maroulis           | Irina Ołogonowa        | Ewelina Nikołowa Tetiana Kit           |
| 58 kg        | Kaori Ichō               | Petra Olli             | Julija Ratkiewicz Elif Jale Yeşilırmak |
| 60 kg        | Oksana Herhel            | Sücheegijn Cerenczimed | Dżanan Manołowa Leigh Jaynes           |
| 63 kg        | Sorondzonboldyn Batceceg | Risako Kawai           | Julija Tkacz Tajbe Jusein Mustafa      |
| 69 kg        | Natalja Worobjowa        | Zhou Feng              | Aline Focken Sara Doshō                |
| 75 kg        | Adeline Gray             | Zhou Qian              | Epp Mäe Wasilisa Marzaluk              |